# G7
O Grupo dos Sete (G7) é o grupo dos países mais industrializados do mundo, composto por: Alemanha, Canadá, Estados Unidos, França, Itália, Japão e Reino Unido, embora a União Europeia também esteja representada. Esses países são as sete economias mais avançadas do mundo, de acordo com o Fundo Monetário Internacional (FMI), os quais representam mais de 64% da riqueza líquida global, equivalente a 263 trilhões de dólares estadunidenses. A grande riqueza líquida nacional e índice de desenvolvimento humano (IDH) extremamente elevado são algumas das principais características dos membros deste grupo. Eles também representam 46% do produto interno bruto (PIB) global avaliado as taxas de câmbio do mercado e 32% da paridade do poder de compra (PPC) global. Em março de 2014, a Rússia foi expulsa do grupo após ter anexado a Crimeia ao seu território, e assim o grupo passou a ter sete integrantes (G7) novamente.

## História
Foi o presidente francês Valéry Giscard d’Estaing que, em 1975, tomou a iniciativa de reunir os chefes de Estado ou de governo da Alemanha, dos Estados Unidos, do Japão, da Itália, do Reino Unido, em Rambouillet, na região de Paris. Foi inicialmente um G6. A ideia era que esses dirigentes se reunissem sem o acompanhamento de um exército de conselheiros, para discutir a respeito das questões mundiais (dominadas na época pela crise do petróleo) com toda a franqueza e sem protocolo, num ambiente descontraído.
Depois do sucesso da reunião de cimeira de Rambouillet, essas reuniões passaram a ser anuais e o Canadá foi admitido como sétimo membro do grupo na cimeira de Porto Rico, em 1976.
Os trabalhos do grupo evoluíram muito ao longo dos anos, levando em consideração novas necessidades e eventos políticos. Esse fórum, que, originalmente, girava essencialmente em torno do ajuste das políticas econômicas de curto prazo entre os países participantes, adotou uma perspectiva mais geral e mais estrutural, acrescentando à sua ordem do dia um grande número de questões políticas e sociais, particularmente na área do desenvolvimento sustentável e da saúde em escala mundial. O caráter informal do grupo permitiu-lhe evoluir sem deixar de ser eficiente e adequado às necessidades.

### Avanços das diferentes cimeiras desde 1995
Cada uma das reuniões de cúpula teve as suas particularidades e permitiu ao G7 continuar a evoluir. A reunião de Halifax (Canadá) em 1995 resultou em importantes mudanças no modo de funcionamento do Banco Mundial, do FMI e de outras organizações internacionais.
A cúpula de Lyon, em 1996, possibilitou o lançamento da primeira iniciativa em favor dos países pobres muito endividados (PPTE). A de Denver, em 1997, trouxe a confirmação mais patente do fim da guerra fria, com o convite histórico feito à Rússia, de se unir ao grupo. Nascia o G8. Em 1998, a cúpula de Birmingham foi a primeira do G8; foi nessa reunião também que se adotou o princípio de uma separação entre a cúpula dos chefes de Estado ou de governo e as reuniões dos seus ministros de Relações Exteriores e de Finanças. A reunião de cúpula de Colônia, em 1999, foi a da Iniciativa PPTE reforçada, com um acordo sobre a redução dos encargos da dívida de alguns países mais pobres, somando mais de 37 bilhões de dólares.
Na cúpula de Okinawa (Japão), em 2000, os chefes de Estado e de governo concordaram em conceder um financiamento maior para a luta contra as doenças infecciosas e adotaram uma carta sobre as novas tecnologias de informação e o desnível entre os países na utilização das tecnologias digitas. A cúpula de Gênova, em 2001, estabeleceu a criação de um Fundo Mundial de Luta contra o VIH, a malária e a tuberculose. Aos membros do grupo vieram juntar-se também os chefes de Estado de vários grandes países da África para o lançamento da Nova Iniciativa para a África, conhecida mais tarde como NEPAD (Nova Parceria para o Desenvolvimento da África). Com o objetivo de destacar o apoio concedido a esse importante texto, cada um dos chefes de Estado ou de governo nomeou um representante pessoal para a África.
Estes últimos, em entendimento com os dirigentes africanos, elaboraram um Plano de Ação do G7, apresentado em 2002 na reunião de cúpula de Kananaskis (Canadá), texto esse que permitiu a cada um dos membros do G7 comprometer-se firmemente em favor da África, e que definiu as áreas prioritárias em matéria de ajuda para o desenvolvimento. Em Kananaskis, os chefes de Estado ou de governo também anunciaram que importantes trabalhos seriam realizados em matéria de luta contra o terrorismo (particularmente com a implementação da Parceria Mundial contra a Proliferação de Armas de Destruição Maciça e de Materiais Conexos e a adoção de medidas a respeito da segurança dos transportes), de desenvolvimento sustentável e do acesso à educação extensivo a todos. Eles examinaram também um certo número de questões regionais (situação no Oriente Médio, Afeganistão, relações entre a Índia e o Paquistão).
Os ministros das Relações Exteriores do G7 endossaram um conjunto revisado de recomendações sobre combate ao terrorismo que previa um compromisso para a total implementação da Resolução UNSCR 1373, da ONU - sobre repressão aos terroristas e suas atividades - e oito recomendações especiais para o Grupo de Ação Financeira - GAFI (Financial Action Task Force - FATF) voltadas para a prevenção e o combate à lavagem de dinheiro. Outras discussões estiveram voltadas para parcerias para o desenvolvimento da África.

### Do G7 ao G8
O grupo continuou sendo composto de sete membros até a Rússia, presente como observadora desde o início dos anos 1990, fosse convidada em 1997 a oficializar a sua participação. A primeira cúpula a oito membros ocorreu, portanto, em 1998. Em Kananaskis, os chefes de Estado e de governo tomaram uma decisão histórica ao convidar a Rússia a exercer, em 2006, a presidência do G8 e a sediar pela primeira vez a reunião de cúpula, levando em consideração importantes mudanças econômicas e democráticas ocorridas nesse país nos últimos anos, além do arsenal bélico que possui. A União Europeia também ocupa uma posição de observadora nas reuniões do G7, onde é representada pelo Presidente da Comissão Europeia e ainda pelo chefe de Estado ou de governo do país que estiver exercendo a presidência da União. Em 2014, a Rússia se envolveu em problemas relacionados com a Ucrânia, o que resultou em sua exclusão do quadro do G8, retornando à condição inicial de G7.

### Exclusão da Rússia
Em março de 2014, o G8 voltou a ser G7 depois da Rússia ter sido suspensa por consequência das sanções aplicadas por Obama pela anexação russa da Criméia.

## Cúpulas/Cimeiras

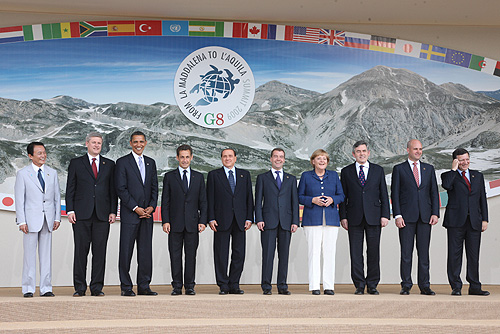
35.ª reunião de cúpula do G8 em Áquila (2009).

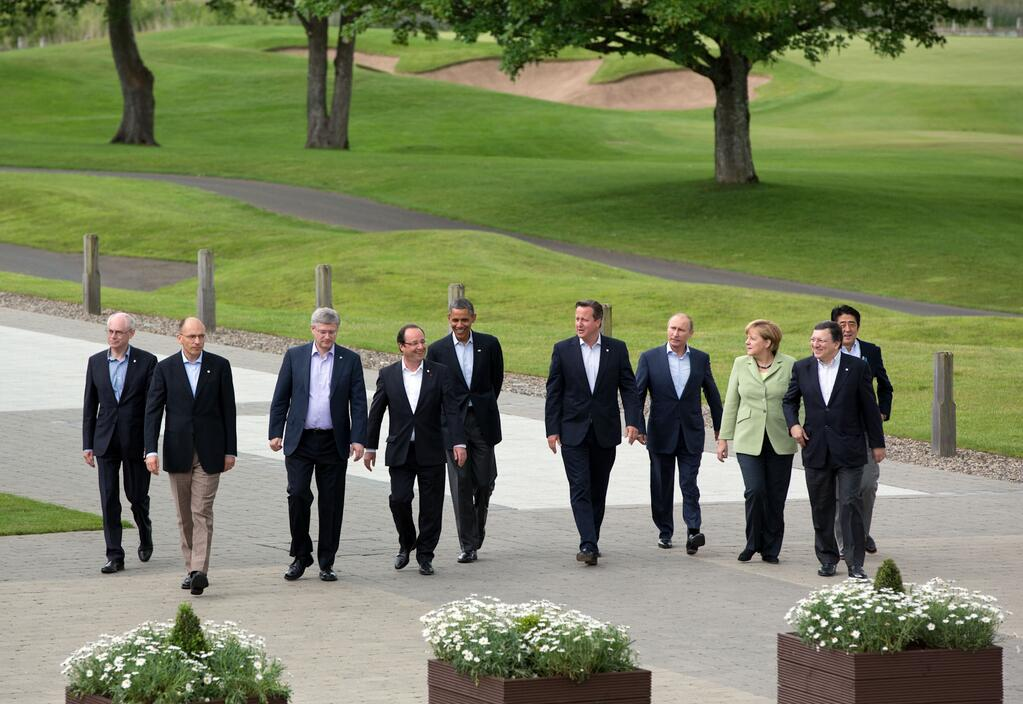
39.ª reunião de cúpula do G8 no Condado de Fermanagh (2013).

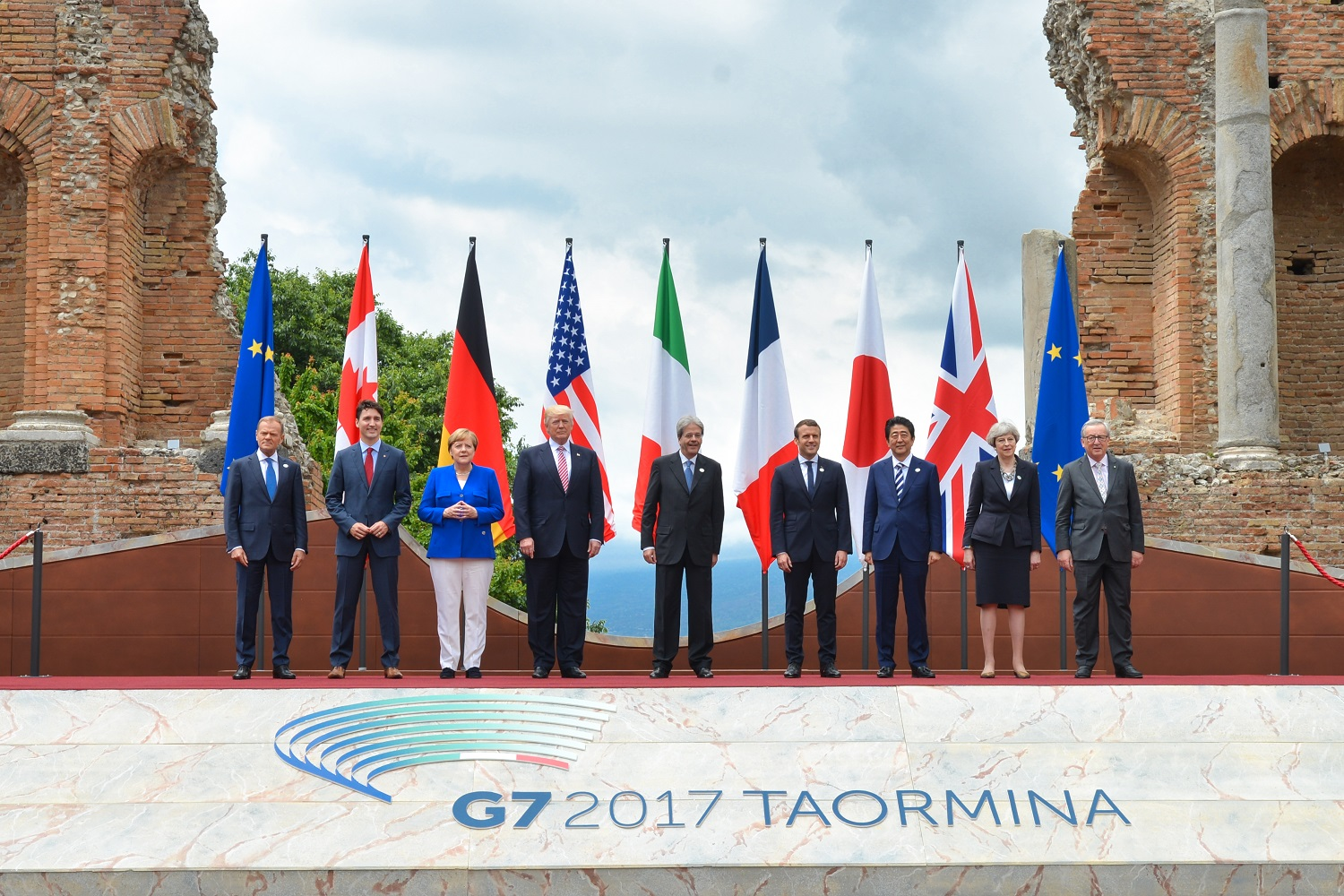
44.ª reunião de cúpula do G7 em Taormina (2017).

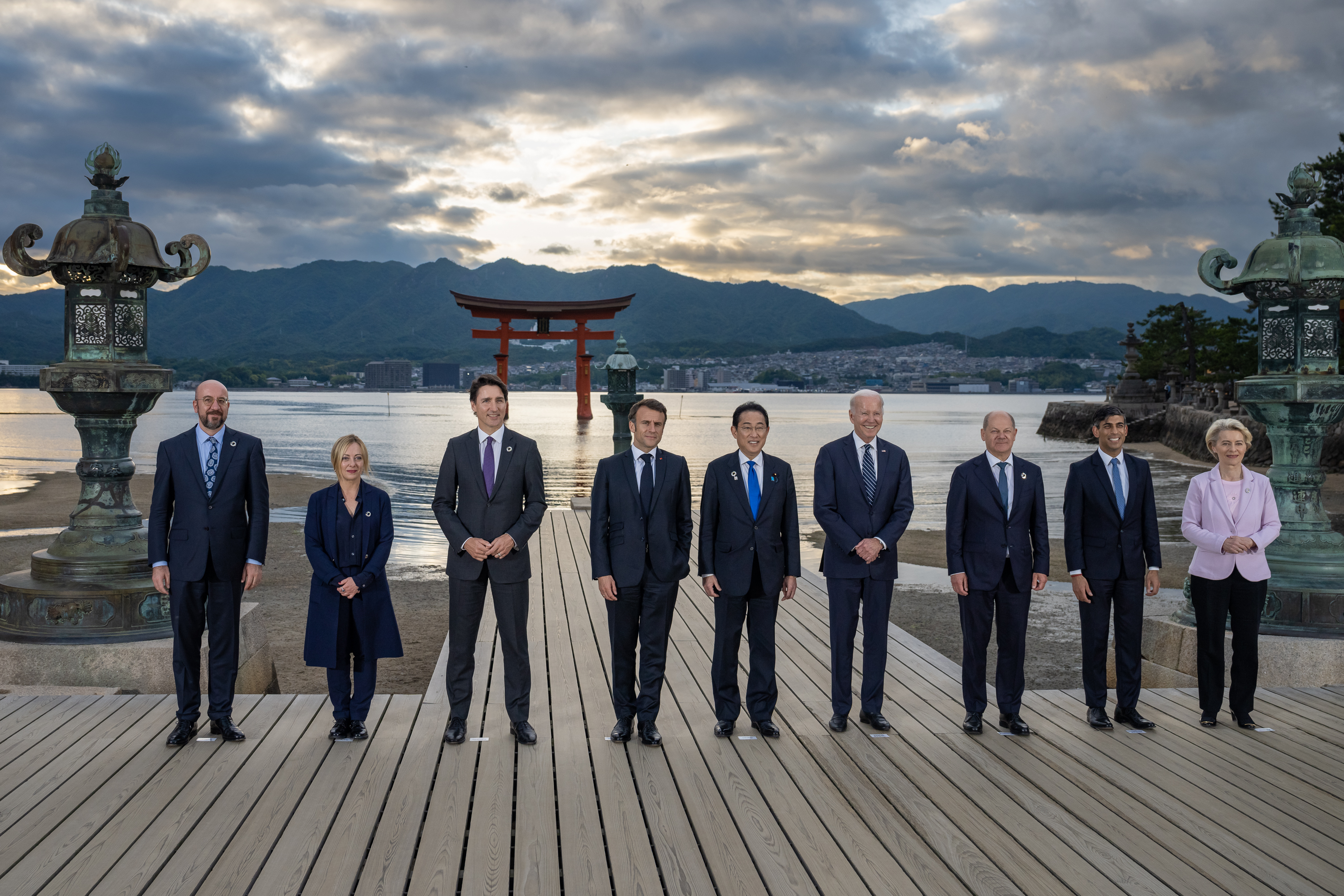
49.ª reunião de cúpula do G7 em Hiroshima (2023).

Fazem parte da reunião os líderes dos países-membros. Assim, é um evento internacional que é observado e acompanhado pela mídia. O país-membro que tem a presidência do grupo é responsável por organizar e ser o palco da reunião naquele ano, que tem uma duração máxima de três dias e decorre a meio do ano.
Apesar de ter uma agenda cada vez mais carregada, o G7 conseguiu manter um caráter informal e evitar uma ampla burocratização. Ele não possui secretariado ou regulamento interno aprovado. É o membro do grupo encarregado de exercer a presidência que define a ordem do dia e decide qual a maneira mais apropriada de tratar cada assunto. A presidência sedia e organiza a reunião, age como porta-voz do grupo durante o ano e coordena os trabalhos dos grupos de trabalho; é a ela, por fim, que cabe associar aos trabalhos do grupo a organizações não governamentais (ONGs), instituições financeiras internacionais e outros setores da sociedade civil.
Os preparativos para as cimeiras são realizados através de reuniões que são organizadas apenas no início do ano, nas quais participam os representantes dos chefes de Estado ou de governo. Juntamente com os representantes dos líderes dos outros países do G7, o representante do país organizador trata durante o ano dos temas que possam fazer parte da ordem do dia, de forma a que os chefes de Estado ou de governo possam concentrar a sua atenção nos pontos essenciais durante a sua reunião. Os chefes de delegação também são encarregados de supervisionar a execução das decisões tomadas na reunião de cúpula.
Cada chefe é assessorado por duas pessoas de seu país, chamados de "sub-chefes": um sub-chefe para as finanças e outro para as questões externas, encarregados de tratar dos novos dossiês e analisar o estado de evolução dos compromissos anteriores. Além disso, o diretor de assuntos políticos do ministério das Relações Exteriores é encarregado de preparar os dossiês políticos e de segurança destinados à cúpula. Outras reuniões técnicas específicas do G7 podem ser realizadas no decorrer do ano sobre os assuntos tratados.
| Edição | Data                                                         | País anfitrião     | Líder anfitrião          | Local                                          | Website |
| ------ | ------------------------------------------------------------ | ------------------ | ------------------------ | ---------------------------------------------- | ------- |
| 1ª     | Novembro 15-17, 1975                                         | França             | Valéry Giscard d'Estaing | Rambouillet                                    |         |
| 2ª     | Junho 27-28, 1976                                            | Estados Unidos     | Gerald Ford              | São João, Porto Rico                           |         |
| 3ª     | Maio 7-8, 1977                                               | Reino Unido        | James Callaghan          | Londres                                        |         |
| 4ª     | Julho 16-17, 1978                                            | Alemanha Ocidental | Helmut Schmidt           | Bonn                                           |         |
| 5ª     | Junho 28-29, 1979                                            | Japão              | Masayoshi Ohira          | Tóquio                                         |         |
| 6ª     | Junho 22-3, 1980                                             | Itália             | Francesco Cossiga        | Veneza                                         |         |
| 7ª     | Julho 20-21, 1981                                            | Canadá             | Pierre Elliott Trudeau   | Montebello, Quebec                             |         |
| 8ª     | Junho 4-6, 1982                                              | França             | François Mitterrand      | Versalhes                                      |         |
| 9ª     | Maio 28-30, 1983                                             | Estados Unidos     | Ronald Reagan            | Williamsburg, Virgínia                         |         |
| 10ª    | Junho 7-9, 1984                                              | Reino Unido        | Margaret Thatcher        | Londres                                        |         |
| 11ª    | Maio 2-4, 1985                                               | Alemanha Ocidental | Helmut Kohl              | Bonn                                           |         |
| 12ª    | Maio 4-6, 1986                                               | Japão              | Yasuhiro Nakasone        | Tóquio                                         |         |
| 13ª    | Junho 8-10, 1987                                             | Itália             | Amintore Fanfani         | Veneza                                         |         |
| 14ª    | Junho 19-21, 1988                                            | Canadá             | Brian Mulroney           | Toronto                                        |         |
| 15ª    | Julho 14-16, 1989                                            | França             | François Mitterrand      | Paris                                          |         |
| 16ª    | Julho 9-11, 1990                                             | Estados Unidos     | George H. W. Bush        | Houston, Texas                                 |         |
| 17ª    | Julho 15-17, 1991                                            | Reino Unido        | John Major               | Londres                                        |         |
| 18ª    | Julho 6-8, 1992                                              | Alemanha           | Helmut Kohl              | Munique                                        |         |
| 19ª    | Julho 7-9, 1993                                              | Japão              | Kiichi Miyazawa          | Tóquio                                         |         |
| 20ª    | July 8-10, 1994                                              | Itália             | Silvio Berlusconi        | Nápoles                                        |         |
| 21ª    | Junho 15-17, 1995                                            | Canadá             | Jean Chrétien            | Halifax, Nova Escócia                          |         |
| —      | Abril 19–20, 1996 (Reunião especial sobre segurança nuclear) | Rússia             | Boris Iéltsin            | Moscou                                         |         |
| 22ª    | Junho 27-29, 1996                                            | França             | Jacques Chirac           | Lyon                                           |         |
| 23ª    | June 20-22, 1997 (Primeira reunião como G8)                  | Estados Unidos     | Bill Clinton             | Denver, Colorado                               |         |
| 24ª    | Maio 15-17, 1998                                             | Reino Unido        | Tony Blair               | Birmingham                                     |         |
| 25ª    | Junho 18-20, 1999                                            | Alemanha           | Gerhard Schröder         | Colônia                                        |         |
| 26ª    | Julho 21-23, 2000                                            | Japão              | Yoshiro Mori             | Nago, Okinawa                                  |         |
| 27ª    | Julho 20-22, 2001                                            | Itália             | Silvio Berlusconi        | Génova                                         |         |
| 28ª    | Junho 26-27, 2002                                            | Canadá             | Jean Chrétien            | Kananaskis, Alberta                            |         |
| 29ª    | Junho 2-3, 2003                                              | França             | Jacques Chirac           | Évian-les-Bains                                |         |
| 30ª    | Junho 8-10, 2004                                             | Estados Unidos     | George W. Bush           | Sea Island, Geórgia                            |         |
| 31ª    | Julho 6-8, 2005                                              | Reino Unido        | Tony Blair               | Gleneagles, Escócia                            |         |
| 32ª    | Julho 15-17, 2006                                            | Rússia             | Vladimir Putin           | Strelna, São Petersburgo                       |         |
| 33ª    | Junho 6-8, 2007                                              | Alemanha           | Angela Merkel            | Heiligendamm, Mecklemburgo-Pomerânia Ocidental |         |
| 34ª    | Julho 9-11, 2008                                             | Japão              | Yasuo Fukuda             | Tōyako, Hokkaido                               |         |
| 35ª    | Julho 8-10, 2009                                             | Itália             | Silvio Berlusconi        | Áquila                                         |         |
| 36ª    | Junho 25-26, 2010                                            | Canadá             | Stephen Harper           | Huntsville, Ontário                            |         |
| 37ª    | Maio 26-27, 2011                                             | França             | Nicolas Sarkozy          | Deauville, Baixa Normandia                     |         |
| 38ª    | Maio 18-19, 2012                                             | Estados Unidos     | Barack Obama             | Camp David                                     |         |
| 39ª    | Junho 17-18, 2013 (última reunião como G8)                   | Reino Unido        | David Cameron            | Condado de Fermanagh                           |         |
| 40ª    | Junho 4-5, 2014                                              | União Europeia     | Herman Van Rampuy        | Bruxelas                                       |         |
| 41ª    | Junho 7-8, 2015                                              | Alemanha           | Angela Merkel            | Baviera                                        |         |
| 42ª    | Maio 26-27, 2016                                             | Japão              | Shinzō Abe               | Shima, Mie                                     |         |
| 43ª    | Maio 26-27, 2017                                             | Itália             | Paolo Gentiloni          | Taormina, Sicília                              |         |
| 44ª    | Junho 8-9, 2018                                              | Canadá             | Justin Trudeau           | La Malbaie, Quebec                             |         |
| 45ª    | Agosto 25-27, 2019                                           | França             | Emmanuel Macron          | Biarritz, Nova Aquitânia                       |         |
| 46ª    | Cancelado                                                    | Estados Unidos     | Donald Trump             | Camp David                                     |         |
| 47ª    | Junho 11-13, 2021                                            | Reino Unido        | Boris Johnson            | Carbis Bay                                     |         |
| 48ª    | Junho 26-28, 2022                                            | Alemanha           | Olaf Scholz              | Schloss Elmau                                  |         |
| 49ª    | Maio 19-21, 2023                                             | Japão              | Fumio Kishida            | Hiroshima                                      |         |
| 50ª    | Junho 13-15, 2024                                            | Itália             | Giorgia Meloni           | Apulia                                         |         |
| 51ª    | Junho, 2025                                                  | Canadá             | Mark Carney              | Kananaskis, Alberta                            |         |

## Críticas

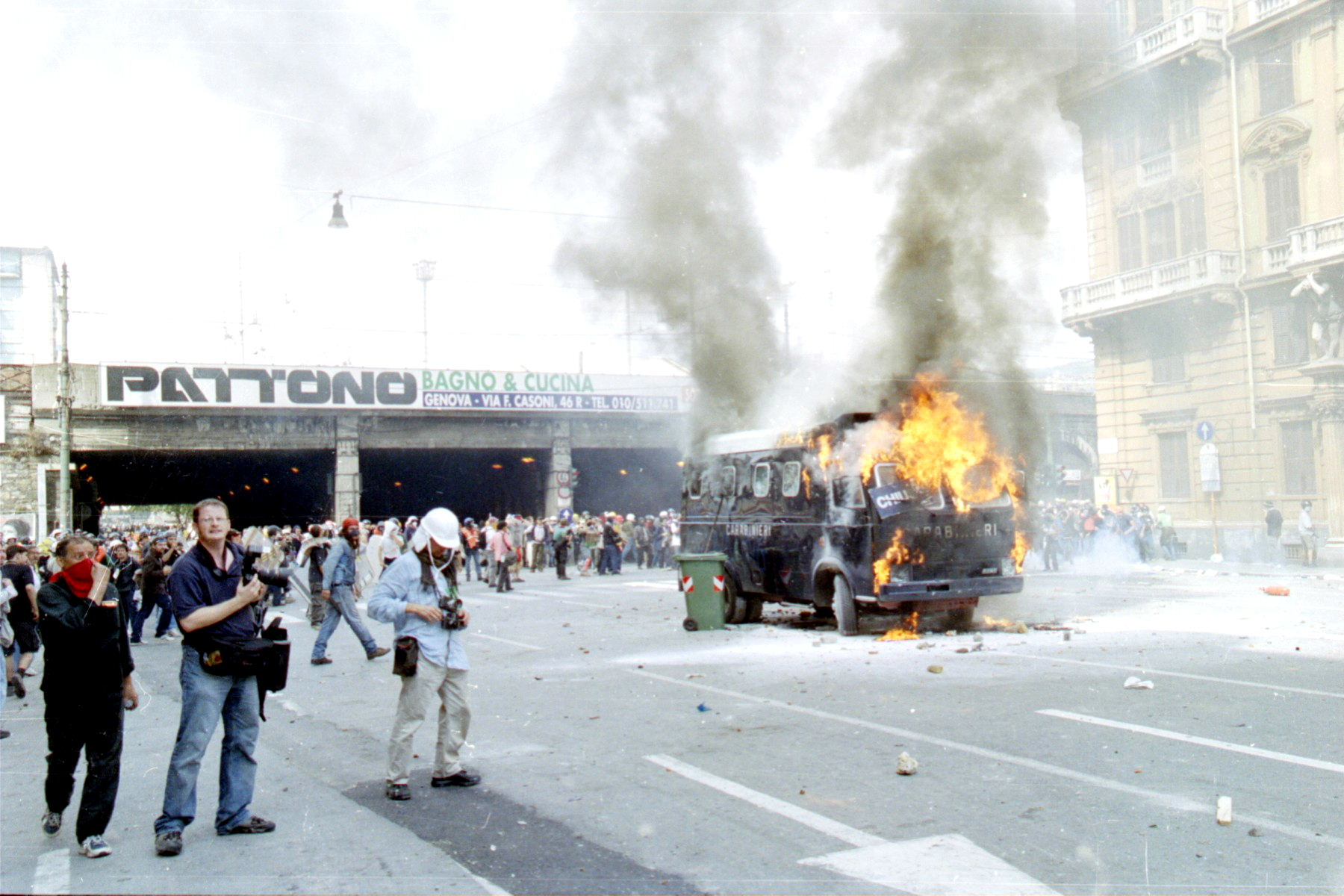
Manifestantes tentam impedir que membros do G8 cheguem ao 27° encontro em Gênova, na Itália queimando veículos no caminho principal da reunião.

As maiores críticas ao G7 consideram que o grupo é culpado por problemas como a pobreza na África e nos países em desenvolvimento pela política de comércio, aquecimento global, devido à não implementação de soluções eficazes para combater a emissão de dióxido de carbono, o problema do SIDA, devido à severa política de patentes de medicações, e outros problemas que estão relacionados com a globalização. Os líderes do G7 são pressionados a fazer face aos problemas que eles são acusados de criar.
Outra crítica que envolve os membros é não incluir a China, a segunda maior economia do mundo, o G7 não mais representa o poder econômico, como quando ele foi criado. A falta de representantes do hemisfério sul mantém muitas críticas dizendo que o G7 na verdade, só quer manter seu poder e influência sobre o mundo.
Os protestos mais fortes dos movimentos de antiglobalização ocorreram no vigésimo sétimo encontro em Gênova, em 2001. As reuniões desde então foram feitas em cidades menores. O dia de abertura da reunião de 2005, na Escócia, foi acompanhada por uma série de atentados sincronizados feitos por terroristas em Londres.